# Ditha marcusensis
Ditha marcusensis är en spindeldjursart som först beskrevs av Kuniyasu Morikawa 1952.  Ditha marcusensis ingår i släktet Ditha och familjen Tridenchthoniidae. Inga underarter finns listade i Catalogue of Life.